# 大和五条藩
- 五條藩
- 五條二見藩
- 二見五條藩

大和五条藩（やまとごじょうはん）は、大和国宇智郡二見村（二見五条。現在の奈良県五條市二見町）を居所として、江戸時代初期に存在した藩。関ヶ原の戦いののち、松倉重政に1万石が与えられて成立したが、1616年に肥前島原藩に移封された。別名として五条二見藩（ごじょうふたみはん）、二見五条藩（ふたみごじょうはん）とも。
五条という地名の「条」は「條」の字体でも表記され、現在の自治体名は「五條市」が正式表記である。記事本文中では「五條」で統一して表記する。

## 歴史

### 前史
初代藩主・松倉重政は、筒井順慶に仕えた松倉重信（右近）の子である。松倉重信は、順慶の後継者・筒井定次に引き続いて仕えて文禄2年（1593年）に没し、重政が跡を継いだ。重政は伊賀上野城主となった筒井定次のもと（伊賀上野藩参照）、伊賀簗瀬城（名張城。三重県名張市元町）の城主として8000石を領した。重政はのちに筒井家を離れて豊臣秀吉に直仕したとされる。
ただし『寛政重修諸家譜』（以下『寛政譜』）では、慶長13年（1608年）の筒井定次改易まで筒井家に仕えたように記されている。

### 立藩から廃藩まで
慶長5年（1600年）の関ヶ原の戦いにおいて、松倉重政は徳川家康に味方して軍功を挙げた。本多政成ととももに美濃竹鼻城の守備にあたり、本戦では井伊直政に属して首級を挙げたという。戦後に五條1万石を与えられ、五條藩が立藩したと説明される。
『寛政譜』の叙述では、慶長13年（1608年）の定次改易により重政も領地を失ったが、家康が関ヶ原での軍功を賞し、7月に二見五條で1万石の所領が与えられたとある。重政は城下町として五條新町を整備して諸役を免除するなど（後述）、藩政の確立に尽力した。
重政は大坂の陣においても徳川家康に味方して軍功を挙げたため、元和2年（1616年）に肥前島原藩4万3000石に加増移封され、五條藩は廃藩となった。

## 歴代藩主
松倉家
外様。1万石。
1. 重政（しげまさ）

## 領地

### 二見五條：城と城下町

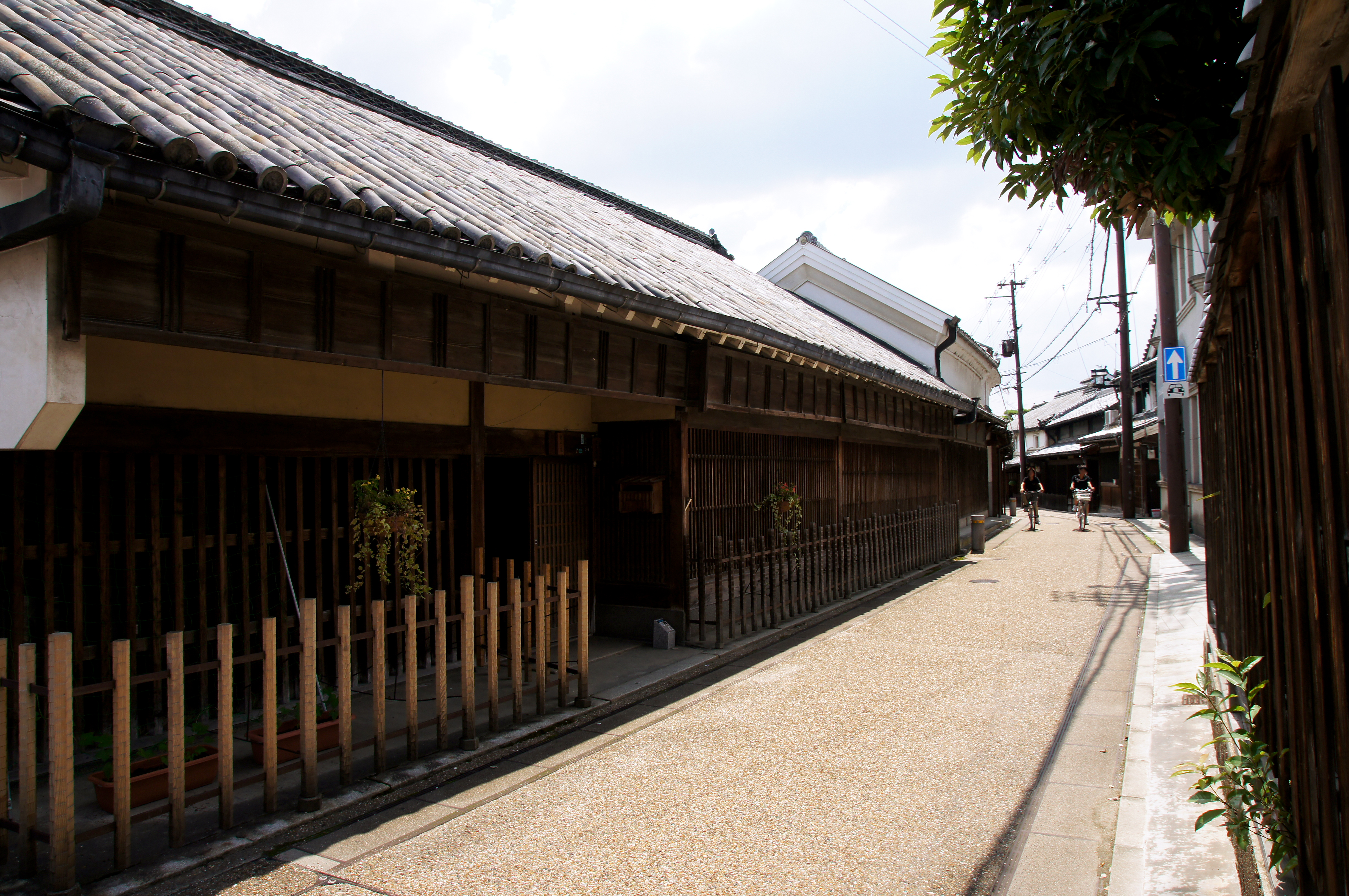
五條新町の家並み

『寛政譜』では重政の封地を「二見五條」と記すが、五條と二見はそれぞれ異なる歴史を持つ土地であった。五條は中世には須恵荘の一角であり、御霊神社御旅所（五條恵美須神社）を中核とした町並みが築かれていた。一方、二見は豊井荘の一角であり、中世に二見郷を拠点とした二見氏は、拠点として二見城を築いた。
松倉重政は二見城を改修するとともに、二見村のうちで町割りを行い、旧来の五條の町と結ぶ形で城下町として新町を整備した。重要伝統的建造物群保存地区に指定されている「五條新町」は、中世以来の五條と、城下町として整備された新町の両地区にまたがって指定されている（五條・新町）。栗山家住宅（重要文化財）は棟札に慶長12年（1607年）の年号が記され、建築年代の判明している民家として日本最古の建物である。
松倉氏の転出後、旧藩領は幕府領となった。寛政7年（1795年）に五條村（現在の本町一丁目）に五條代官所が設けられた。五條代官所は文久3年（1863年）の天誅組の変で襲撃されたことで知られる。翌元治元年（1864年）に代官所は新町村（現在の新町三丁目）で再建された。

## 備考
- 松倉重政は、五條においては五條新町を整備し、町の発展の礎を築いた優れた領主として称えられている。
  - 一方、五條から転出した先の島原藩においては苛政を行ったとされる。苛政は息子の松倉勝家の代にも引き継がれ、それが島原の乱が発生する一因となったともされる。両地域において、伝えられた松倉重政のイメージに甚だしい落差があることが言及されている。
- 現在の東京都墨田区東駒形3・4丁目および本所3・4丁目には、江戸時代中期から昭和初期にかけて「松倉町」という町名があった[16]。当地には元禄8年（1695年）にはじめて町屋が建設されたが、かつて五條藩松倉家の下屋敷が所在したことから、松倉町と呼ばれた[16]。1930年（昭和5年）に東駒形3・4丁目および厩橋3・4丁目となる[16]。